# Beowulf e a Terra Média
J. R. R. Tolkien, escritor de fantasia e filólogo profissional, inspirou-se no poema em Inglês Antigo Beowulf para diversos aspectos de seu legendarium da Terra Média, além de outras  influências. Ele utilizou elementos como nomes, monstros e a estrutura de uma sociedade em uma era heroica. Tolkien emulou o estilo do poema, criando uma impressão de profundidade [en] e adotando um tom elegíaco. Ele admirava como Beowulf, escrito por um cristão que refletia sobre um passado pagão, assim como ele próprio, incorporava um "grande simbolismo" sem jamais se tornar alegórico. Tolkien buscou ecoar o simbolismo da jornada da vida e do heroísmo individual em O Senhor dos Anéis.
Os nomes de raças, como Ents, Orcs e Elfos, e de locais, como Orthanc e Meduseld, derivam de Beowulf. O homem-urso  Beorn em O Hobbit foi comparado ao próprio herói Beowulf; ambos os nomes significam "urso", e os dois personagens possuem força extraordinária.
Estudiosos compararam alguns dos monstros de Tolkien aos de Beowulf. Seus trolls e Gollum compartilham características com Grendel, enquanto as características de Smaug correspondem de perto às do dragão de Beowulf [en]. Os Cavaleiros de Rohan são distintamente inspirados no Inglês Antigo, e Tolkien utilizou diversos elementos de Beowulf para criá-los, incluindo sua língua, cultura e poesia. Os Valar, deuses semelhantes a divindades, seu paraíso terrestre de Valinor e a  Velha Estrada Reta que permitia aos Elfos navegarem até lá podem ter origem na passagem de Scyld Scefing [en] no início do poema.

## Contexto
Beowulf é um poema épico em Inglês Antigo, que narra a história de seu herói homônimo, um pagão. Ele se torna rei dos Gautas após livrar Heorot [en], o salão do rei dinamarquês Rodogário, do monstro Grendel, que assolava a região; ele morre ao salvar seu povo de um dragão. A narrativa é contada de forma indireta, com várias digressões em história e lendas, e mantém um tom elegíaco constante, culminando em um canto fúnebre. Foi escrito por um poeta cristão, que refletia sobre um passado já distante de seu povo.
J. R. R. Tolkien foi um autor inglês e filólogo especializado em línguas germânicas antigas, com foco em Inglês Antigo, e passou grande parte de sua carreira como professor na Universidade de Oxford. Ele é mais conhecido por seus romances sobre a Terra Média, O Hobbit e O Senhor dos Anéis. Um católico devoto, ele descreveu O Senhor dos Anéis como uma obra "fundamentalmente religiosa e católica", rica em simbolismo cristão.
O estudioso de Tolkien Tom Shippey [en], também filólogo, afirmou que Beowulf foi a obra que mais influenciou Tolkien, entre as diversas fontes que ele utilizou. Ele se valeu do poema de várias formas em seu legendarium da Terra Média: em elementos específicos, como monstros; na cultura do Inglês Antigo, vista no reino de Rohan; no estilo estético de O Senhor dos Anéis, com sua impressão de profundidade e tom elegíaco; e em seu "grande simbolismo".

## Povos

### Raças de um filólogo

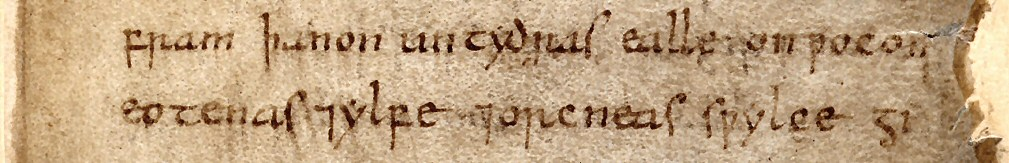
A lista de criaturas sobrenaturais em Beowulf na linha 112, eotenas [ond] ylfe [ond] orcneas, "ettens [e] elfos [e] cadáveres demoníacos", inspirou Tolkien a criar Orcs, Elfos e outras raças. Cotton MS Vitellius A xv – f134r na Biblioteca Britânica.

Tolkien utilizou sua expertise filológica em Beowulf para criar algumas das raças da Terra Média. A lista de criaturas sobrenaturais em Beowulf, eotenas ond ylfe ond orcnéas, "ettens e elfos e cadáveres demoníacos", contribuiu para seus Orcs, Elfos e para a alusão a Ettens no nome do lugar "Ettenmoors".. Seus gigantes arbóreos, os Ents, (etimologicamente próximos de Ettens) podem derivar de uma frase em outro poema em Inglês Antigo, Maxims II [en], orþanc enta geweorc, "trabalho habilidoso de gigantes". Shippey sugere que Tolkien tirou o nome da torre de Orthanc (orþanc) da mesma frase, reinterpretada como "Orthanc, a fortaleza dos Ents".

### Personagens

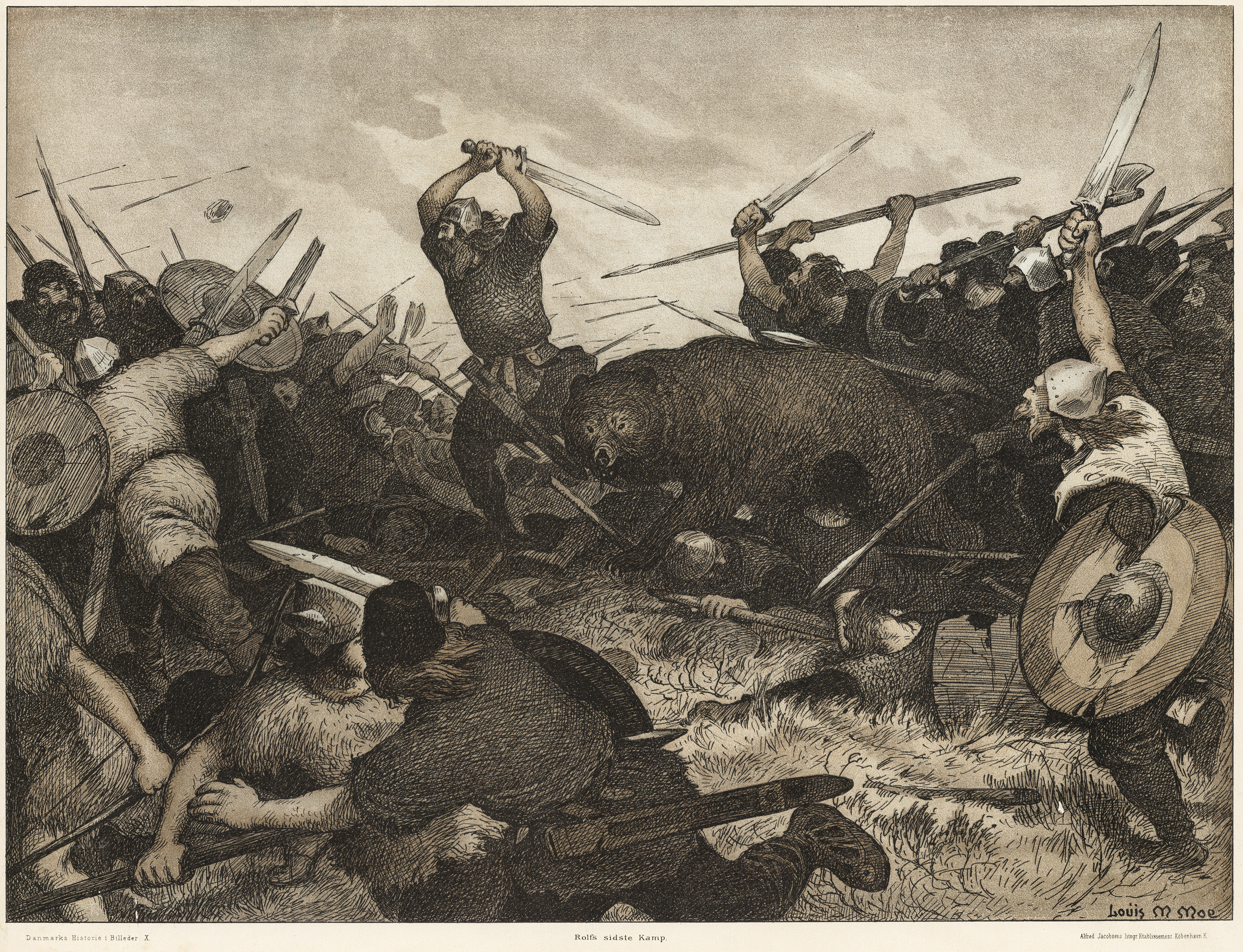
Estilo Beowulfiano: Bödvar Bjarki transforma-se em urso para lutar, assim como Beorn de Tolkien. Pintura de en, 1898.

A palavra orþanc aparece novamente em Beowulf, junto com o termo searo na frase searonet seowed, smiþes orþancum, "uma rede astuta costurada, pela habilidade de um ferreiro", referindo-se a uma cota de malha. Tolkien usou searo em sua forma Merciana *saru para o nome do governante de Orthanc, o mago Saruman, cujo nome poderia ser traduzido como "homem astuto", incorporando as ideias de conhecimento sutil e tecnologia ao personagem.
Um personagem especialmente beowulfiano aparece em O Hobbit como  Beorn; seu nome originalmente significava "urso", mas passou a significar "homem, guerreiro", dando a Tolkien a oportunidade de criar um homem-urso, capaz de mudar de forma. Um homem-urso, Bödvar Bjarki [en], existe na mitologia nórdica, enquanto é o próprio Beowulf quem Beorn ecoa no poema em Inglês Antigo. O nome "Beowulf" pode ser interpretado como "o Lobo das Abelhas", ou seja, "o Comedor de Mel". Em outras palavras, ele é "o Urso", o homem tão forte que quebra espadas e arranca os braços de monstros com sua força descomunal de urso. Shippey observa que Beorn é feroz, rude e alegre, características que refletem sua enorme autoconfiança interior, um aspecto da coragem heroica do norte.

## Monstros
Estudiosos compararam diversos monstros de Tolkien, incluindo seus Trolls, Gollum e Smaug, aos de Beowulf.

### Trolls

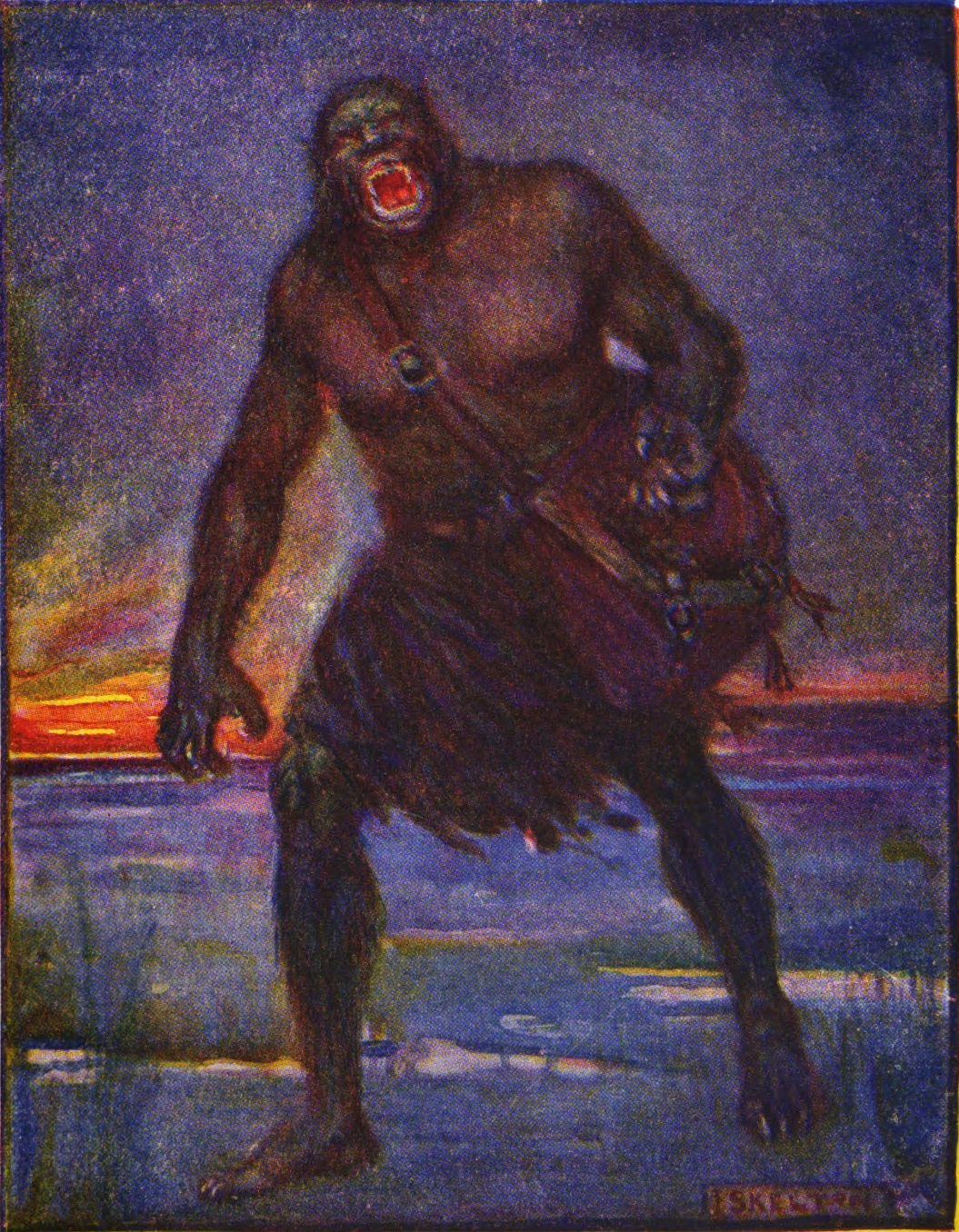
Os trolls de Tolkien, descritos como sem fala, foram comparados a Grendel, um monstro de Beowulf. Ilustração de Grendel por en, 1908.

A primeira luta de Beowulf é contra o monstro Grendel, frequentemente interpretado por estudiosos como uma espécie de troll da mitologia nórdica. Os trolls de Tolkien compartilham características de Grendel, como tamanho e força descomunais, resistência a espadas comuns e preferência pela noite. A estudiosa Christina Fawcett sugere que o "troll rugidor" em O Retorno do Rei reflete o "olho ardente e os gritos terríveis" de Grendel. Observando que Tolkien os compara a feras, descrevendo-os como "avançando a passos largos, rugindo como feras ... berrando", ela nota que eles "permanecem guerreiros sem fala, como Grendel".

### Gollum
Gollum, um monstro bem menor na Terra Média, também foi comparado a Grendel, devido à sua preferência por caçar com as mãos nuas e por habitar locais desolados e pantanosos. As várias semelhanças entre esses monstros incluem sua afinidade com a água, isolamento da sociedade e descrição bestial. A estudiosa de Tolkien Verlyn Flieger [en] sugere que Gollum é a figura central de monstro em Tolkien, comparando-o tanto a Grendel quanto ao dragão; ela o descreve como "o hobbit distorcido, quebrado e exilado, cuja forma humana e ganância draconiana combinam os dois tipos de monstro de Beowulf em uma única figura".
| Grendel                                                        | Gollum | O dragão de Beowulf                                                |
| -------------------------------------------------------------- | --- | ------------------------------------------------------------------ |
| Devorador de homens                                            | Canibal, come goblins, hobbits se não houver peixes                                                                                     | —                                                                  |
| "Exilado, errante no deserto, da linhagem de Caim"             | Assassino, exilado | —                                                                  |
| Incapaz de suportar o som de prazer humano com música de harpa | Uma pequena parte de sua mente ainda podia apreciar "uma voz gentil ... mas isso ... só tornava a parte má dele mais irritada no final" | —                                                                  |
| —                                                              | Ganância pelo Anel | Ganância por tesouros                                              |
| —                                                              | Transformado pela ganância pelo anel em uma criatura rastejante, seu nome em Inglês Antigo Smeagol significa "rastejante"               | (Fafnir transformou-se em dragão para guardar seu ouro e seu anel) |
| —                                                              | Seu nome para o anel, "Precioso", é Inglês Antigo māþum                                                                                 | māþum é o tesouro do dragão                                        |

### Smaug
Tolkien utilizou o dragão de Beowulf para criar um de seus monstros mais distintivos, o dragão em O Hobbit, Smaug. O dragão de Beowulf é despertado e enfurecido pelo roubo de uma taça de ouro de seu monte de tesouros; ele voa à noite e destrói o salão de Beowulf; é morto, mas o tesouro é amaldiçoado, e Beowulf também morre. Em O Hobbit, o protagonista homônimo Bilbo rouba uma taça de ouro do enorme monte de tesouros do dragão, despertando Smaug, que voa e incendeia Esgaroth; o fascínio pelo ouro é grande demais para o Anão Thorin Escudo de Carvalho, que é morto pouco depois. Por outro lado, o dragão de Beowulf não fala; Tolkien tornou Smaug conversador e astuto. Estudiosos analisaram os paralelos entre Smaug e o dragão sem nome de Beowulf:
| Elemento da trama            | Beowulf | O Hobbit                                                                                               |
| ---------------------------- | --- | --- |
| Dragão agressivo             | eald uhtsceaða ... hat ond hreohmod ... Wæs þæs wyrmes wig / wide gesyne "velho devastador do crepúsculo ... ardente e feroz ... a guerra daquele verme foi / amplamente vista"                               | Smaug ataca ferozmente os Anões, Cidade do Lago                                                        |
| Dragão ganancioso por ouro   | hordweard "guardião do tesouro" | Smaug dorme vigilante sobre uma pilha de tesouros                                                      |
| Provocando o dragão          | wæs ða gebolgen / beorges hyrde, wolde se laða / lige forgyldan drincfæt dyre. "estava então furioso / o guardião do túmulo, queria o inimigo / com fogo vingar taça preciosa."                               | Smaug fica enfurecido quando Bilbo rouba uma taça de ouro                                              |
| Dragão voando à noite        | nacod niðdraca, nihtes fleogeð fyre befangen "dragão cruel, voando à noite, envolto em fogo" | Smaug ataca Cidade do Lago com fogo, à noite                                                           |
| Toca do dragão bem protegida | se ðe on heaum hofe / hord beweotode, stanbeorh steapne; stig under læg, eldum uncuð. "aquele que no alto charneca / guardava o tesouro, túmulo de pedra íngreme / o caminho até ele desconhecido por todos." | Passagem secreta para a toca de Smaug e um monte de tesouros no palácio de pedra sob a Montanha Erebor |
| Ouro do dragão amaldiçoado   | hæðnum horde "um tesouro pagão" | O tesouro provoca a Batalha dos Cinco Exércitos                                                        |

## Cultura de Rohan

### Nomes, língua e heroísmo
Tolkien utilizou Beowulf, junto com outras fontes em Inglês Antigo, para diversos aspectos dos Cavaleiros de Rohan. Sua terra, a Marca, é uma variação de Mercia, onde Tolkien viveu, no dialeto merciano *Marc. Seus nomes são diretamente derivados do Inglês Antigo: Éomer e Háma (personagens em Beowulf), Éowyn ("Alegria dos Cavalos"),  Théoden ("Rei"). O mesmo ocorre com sua língua, com palavras como Éothéod ("Povo dos Cavalos"), Éored ("Tropa de cavalaria") e Eorlingas ("povo de Eorl", cujo nome significa "Senhor [dos Cavalos]", cf. Earl), onde muitas palavras e nomes começam com "cavalo", eo[h].
Há até frases faladas que seguem essa forma. Como observa Alaric Hall [en], "'Westu Théoden hál!' exclamou Éomer" é uma brincadeira erudita: uma forma dialetal de Beowulf Wæs þú, Hróðgár, hál ("Que estejas bem, Hrothgar!"), ou seja, Éomer grita "Vida longa ao Rei Théoden!" com um sotaque Merciano. Tolkien usou esse dialeto do Oeste da Inglaterra Antiga porque foi criado nessa região.

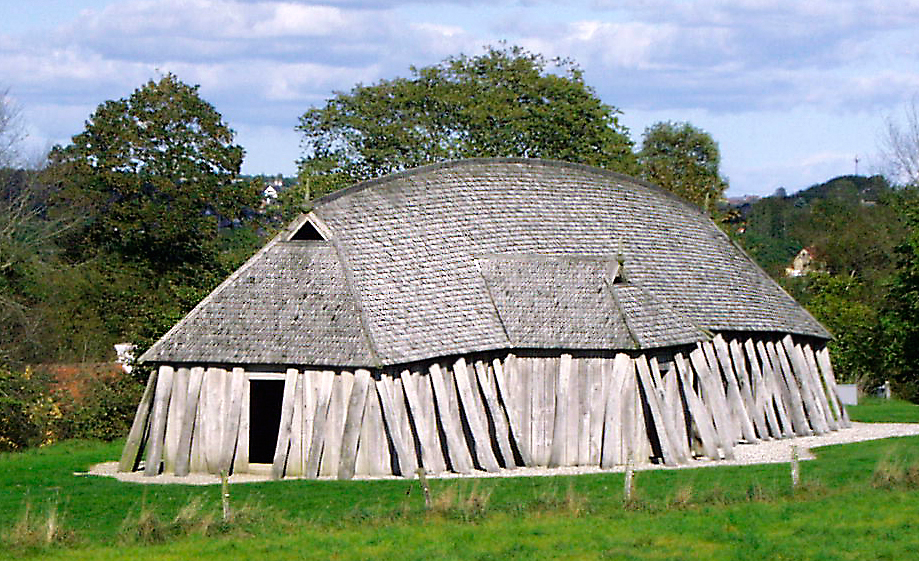
O palácio real de Rohan, Meduseld, é um salão de hidromel ao estilo viking, como Heorot, o salão de Hrothgar, descrito em Beowulf. A imagem mostra um salão comunal viking reconstruída na Dinamarca.

O salão de Théoden, Meduseld, é inspirado em Heorot de Beowulf, assim como a maneira como é guardado, com visitantes desafiados repetidamente, mas com cortesia. O telhado de palha dourado de Heorot é descrito na linha 311 de Beowulf, que Tolkien traduz diretamente para descrever Meduseld: "Sua luz brilha longe sobre a terra", representando líxte se léoma ofer landa fela.
As cornetas de guerra dos Cavaleiros de Rohan exemplificam, na visão de Shippey, o "mundo heroico do Norte", como no que ele chama de momento mais próximo de Beowulf a uma eucatástrofe de Tolkien, quando os Geatas de Ongentheow [en], presos durante a noite, ouvem as cornetas dos homens de Hygelac [en] chegando para resgatá-los; os Cavaleiros tocam suas cornetas vigorosamente ao chegarem, mudando o rumo da Batalha dos Campos do Pelennor em um momento culminante em O Senhor dos Anéis.

### Verso aliterativo
Entre os muitos poemas em O Senhor dos Anéis [en], há exemplos da habilidade de Tolkien em imitar o verso aliterativo do Inglês Antigo, mantendo rigorosamente a estrutura métrica, que ele descreveu em seu ensaio "Sobre Traduzir Beowulf". O estudioso Mark Hall compara o lamento de Aragorn por Boromir ao enterro naval de Scyld Scefing em Beowulf:
| Beowulf 2:36b–42 Enterro de Scyld Scefing | Tradução de Hall | "Lamento por Boromir" (flutuando em um barco pelo Anduin até as Quedas de Rauros) |
| --- | --- | --- |
| þær wæs madma fela of feorwegum frætwa gelæded; ne hyrde ic cymlicor ceol gegyrwan hildewæpnum ond heaðowædum, billum ond byrnum; him on bearme læg madma mænigo, þa him mid scoldon on flodes æht feor gewitan. | Havia muitos tesouros de terras distante ornamentos trazidos não ouvi de navio mais nobre preparado armas de guerra e vestes de batalha espada e malha; em seu colo jazia muitos tesouros que com ele deveriam nas águas do rio partir para longe. | 'Sob Amon Hen ouvi seu grito. Lá muitos inimigos enfrentou. Seu escudo partido, sua espada quebrada, às águas foram levados. Sua cabeça altiva, seu rosto gentil, seus membros repousaram; E Rauros, douradas Quedas de Rauros, o carregaram em seu peito.' |

## Estilo

### Impressão de profundidade

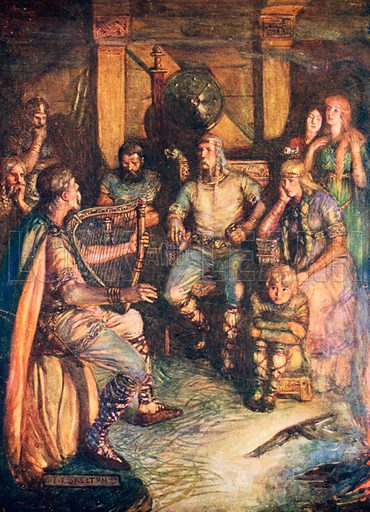
As numerosas digressões em Beowulf devem ter dado aos ouvintes uma forte impressão de vislumbrar um passado pagão nobre. Ilustração por J. R. Skelton, c. 1910

Uma qualidade literária que Tolkien valorizava especialmente, e buscava alcançar em O Senhor dos Anéis, era a impressão de profundidade, de vislumbres ocultos de uma história antiga. Ele encontrou isso em Beowulf, mas também em outras obras que admirava, como a Eneida de Virgílio, Macbeth de Shakespeare, Sir Orfeo e os Contos de Fadas de Grimm. Beowulf contém várias digressões em outras histórias que têm funções além de avançar a trama, nas palavras de Adrien Bonjour, tornando "o pano de fundo do poema extraordinariamente vivo", e proporcionando contrastes e exemplos que iluminam repetidamente os pontos-chave da história principal com lampejos de um passado distante. Tolkien afirmou em Os Monstros e os Críticos que Beowulf:
| “ | deve ter logrado admiravelmente criar nas mentes dos contemporâneos do poeta a ilusão de contemplar um passado, pagão, mas nobre e carregado de um significado profundo – um passado que, por si só, tinha profundidade e se estendia para trás, em uma antiguidade sombria de tristeza. Essa impressão de profundidade é um efeito e uma justificativa do uso de episódios e alusões a contos antigos, geralmente mais sombrios, mais pagãos e desesperados que o primeiro plano. | ” |

Além disso, Tolkien valorizava particularmente o "brilho da sugestão" que nunca se torna explícito, mas que constantemente insinua maior profundidade. Isso é exatamente como em Beowulf, onde Tolkien descreveu essa qualidade como o "encanto da Poesia", embora, como nota Shippey, não se distingue se isso era um efeito da distância no tempo, o "mel élfico da antiguidade", ou uma espécie de memória ou visão do paraíso.

### Tom elegíaco
O Senhor dos Anéis, especialmente sua última parte, O Retorno do Rei, possui um tom elegíaco consistente, semelhante a Beowulf. A estudiosa de Tolkien Marjorie Burns [en] descreve isso como um "senso de desintegração inevitável". A autora e estudiosa Patrice Hannon chama-o de "uma história de perda e saudade, pontuada por momentos de humor, terror e ação heroica, mas, no geral, um lamento por um mundo – ainda que fictício – que passou, enquanto parecemos captar um último vislumbre dele, tremeluzindo e desvanecendo".

## "Grande simbolismo"
Shippey observa que Tolkien escreveu sobre Beowulf que o "grande simbolismo está próximo da superfície, mas ... não irrompe, nem se torna alegoria", pois, se o fizesse, isso restringiria a história, como a de O Senhor dos Anéis, a ter apenas um significado. Esse tipo de restrição era algo que Tolkien "desprezava" e descartou no prefácio da segunda edição, afirmando que preferia a aplicabilidade, dando aos leitores a liberdade de interpretar no romance o que vissem nele. A mensagem podia ser sugerida, repetidamente, e funcionaria, escreve Shippey, "apenas se fosse verdadeira tanto na realidade quanto na ficção"; Tolkien buscou fazer O Senhor dos Anéis funcionar da mesma forma.

### Um mundo heroico de um cristão erudito
Outro tema, tanto em Beowulf quanto em O Senhor dos Anéis, é o dos pagãos virtuosos pré-católicos, como Aragorn, que, sob uma interpretação estrita do Cristianismo, seriam condenados por não conhecerem Cristo. Tolkien afirmou em uma carta ao seu amigo, o padre jesuíta Robert Murray, que eliminou a religião da obra porque ela "está absorvida na história e no simbolismo". George Clark escreve que Tolkien via o poeta de Beowulf como
| “ | um cristão erudito que recriou um mundo e uma história heroica em um universo implicitamente cristão governado por um Deus cuja existência e natureza os personagens mais sábios do poema intuem sem o benefício da revelação. O poeta de Beowulf de Tolkien era uma versão de si mesmo, e sua persona autoral ao criar [O Senhor dos Anéis] era uma versão daquele poeta de Beowulf. | ” |

### Heróis contrastantes
Flieger contrasta o herói guerreiro Aragorn com o herói sofredor Frodo. Aragorn é, como Beowulf, um herói épico/romântico, um líder audaz e um rei-curador. Frodo é "o pequeno homem do conto de fadas", o irmão menor que, inesperadamente, revela-se corajoso. Mas o final feliz [en] de conto de fadas é para Aragorn, que casa com a bela princesa (Arwen) e conquista o reino (Gondor e Arnor); enquanto Frodo enfrenta "derrota e desilusão – o final austero e amargo típico da Ilíada, Beowulf, Le Morte d'Arthur". Em outras palavras, os dois tipos de herói são não apenas contrastados, mas combinados, com as metades de suas lendas trocadas.
| Beowulf                | Herói de conto de fadas                             | Aragorn                                                   | Frodo                                |
| ---------------------- | --------------------------------------------------- | --------------------------------------------------------- | ------------------------------------ |
| Herói audaz, vitorioso | —                                                   | Batalha do Abismo de Helm, Batalha dos Campos do Pelennor | —                                    |
| —                      | Inícios modestos: Pequeno homem parte em uma missão | —                                                         | Hobbit parte sem saber para onde vai |
| Final amargo           | —                                                   | —                                                         | Derrota e desilusão após a missão    |
| —                      | Final feliz: Retorna rico, casa com a princesa      | Rei de Gondor e Arnor Casa com a princesa elfa Arwen      | —                                    |

### A Estrada da Vida
O simbolismo da estrada da vida pode ser vislumbrado em vários momentos, iluminando diferentes aspectos. O poema de Tolkien A Velha Canção de Caminhada [en] é repetido, com variações, três vezes em O Senhor dos Anéis. A última versão contém os versos "A Estrada segue sempre adiante / Desde a porta onde começou. ... Mas eu, por fim, com pés cansados / Voltarei para a estalagem iluminada". Shippey escreve que "se 'a estalagem iluminada' na estrada significa a morte, então 'a Estrada' deve significar a vida", e o poema e o romance poderiam estar falando do processo de individuação psicológica. Beowulf também trata da vida e da morte de seu herói. Flieger escreve que Tolkien via Beowulf como "um poema de equilíbrio, a oposição entre fins e começos": o jovem Beowulf ascende, navega para a Dinamarca, mata Grendel e se torna rei; muitos anos depois, o velho Beowulf cai, matando o dragão, mas enfrentando sua própria morte. Na visão de Flieger, Tolkien incorporou os mesmos valores, equilíbrio e oposição, em O Senhor dos Anéis, mas ao mesmo tempo, em vez de um após o outro.

### Paraíso Perdido
Um ponto crucial no início do poema diz respeito à origem e ao destino de Scyld Scefing. A linha 44 usa o pronome plural þā ("aqueles") para quem enviou Scyld em um barco aos Escyldings e quem recebe seu navio fúnebre quando o enviam. A cosmologia dessa história não é explicada, além da declaração críptica de que "aqueles" enviaram Scyld como bebê ao mundo. Shippey observa que o pronome, incomumente para uma parte tão insignificante do discurso, é tanto acentuado quanto aliterado, recebendo forte ênfase (marcada no texto):
| Beowulf linhas 43–52 | Tradução "literal" de John Porter de 1991 |
| --- | --- |
| Nalæs hī hine lǣssan / lācum tēodan, þeodgestrēonum, / þon þā dydon þē hine æt frumsceafte / forð onsendon ǣnne ofer ǣðe / umborwesende. þā gǣt hīe him āsetton / segen geldenne hēah ofer hēafod, / lēton holm beran, gēafon on gārsecg; / him wæs geōmor sefa, murnende mōd. / Men ne cunnon secgan tŏ sōðe, / selerǣdende, hæleð under heofenum, / hwā þǣm hlæste onfēng. | De forma alguma eles o presentearam menos / com dons, com riquezas do povo, / do que aqueles fizeram, que o enviaram no início / adiante sozinho sobre as ondas / sendo uma criança. Então ainda assim eles ergueram / um estandarte dourado alto sobre a cabeça, / deixaram o mar carregar, entregaram ao oceano; / neles havia um coração sombrio, mente em luto. / Homens não podem dizer com verdade, / conselheiros do salão, heróis sob o céu, / quem recebeu aquela carga. |

Em A Estrada Perdida e Outros Escritos, Christopher Tolkien cita uma palestra de seu pai: "o poeta [de Beowulf] não é explícito, e a ideia provavelmente não estava totalmente formada em sua mente – que Scyld voltou para alguma terra misteriosa de onde viera. Ele veio do Desconhecido além do Grande Mar e retornou a Ele". J. R. R. Tolkien explica que "o simbolismo (o que chamaríamos de ritual) de uma partida pelo mar cujo litoral oposto era desconhecido; e uma crença real em uma terra mágica ou outro mundo localizado 'além do mar', dificilmente podem ser distinguidos."
Shippey comenta que um enterro naval deve ter significado "uma crença de que o além desejado estava além do mar ocidental", e que Tolkien espelhou isso com suas "Terras Imortais" de Valinor, que outrora ficavam além do mar da Terra Média. Em resumo, o poeta de Beowulf tinha "o que só pode ser chamado de um vislumbre da própria imagem de Tolkien da 'Estrada Reta Perdida'." Ele questiona quem eram os seres não nomeados e se o navio deveria navegar para o Oeste por uma Estrada Perdida para retornar a eles. Eles claramente agem em nome de Deus; sendo plural, não podem ser Ele, mas são sobrenaturais. Ele sugere que Tolkien considerou sua natureza, como demiurgos mitológicos semelhantes a deuses, e que isso talvez o tenha levado a criar os Valar semelhantes, dado que Tolkien habitualmente "derivava inspiração de um ponto crucial filológico".

### J. R. R. Tolkien
- Carpenter, Humphrey (2023).  Carpenter, Humphrey, ed. The Letters of J. R. R. Tolkien [As Cartas de J. R. R. Tolkien]. [S.l.]: HarperCollins. ISBN 978-0-00-862876-5

- Tolkien, J. R. R. (1954). The Two Towers [As Duas Torres]. Boston: Houghton Mifflin. OCLC 1042159111
- Tolkien, J. R. R. (1954a). The Fellowship of the Ring [A Sociedade do Anel]. Boston: Houghton Mifflin. OCLC 9552942
- Tolkien, J. R. R. (1955). The Return of the King [O Retorno do Rei]. Boston: Houghton Mifflin. OCLC 519647821
- Tolkien, J. R. R. (1983). The Monsters and the Critics, and Other Essays [Os Monstros e os Críticos, e Outros Ensaios]. Londres: Allen & Unwin. OCLC 417591085
- Tolkien, J. R. R. (1987).  Tolkien, Christopher, ed. The Lost Road and Other Writings [A Estrada Perdida e Outros Escritos]. [S.l.]: Unwin Hyman. ISBN 0-395-45519-7